# Felsen-Miere
Die Felsen-Miere (Minuartia rupestris) ist eine Pflanzenart aus der Gattung der Mieren (Minuartia) innerhalb der Familie der Nelkengewächse (Caryophyllaceae).

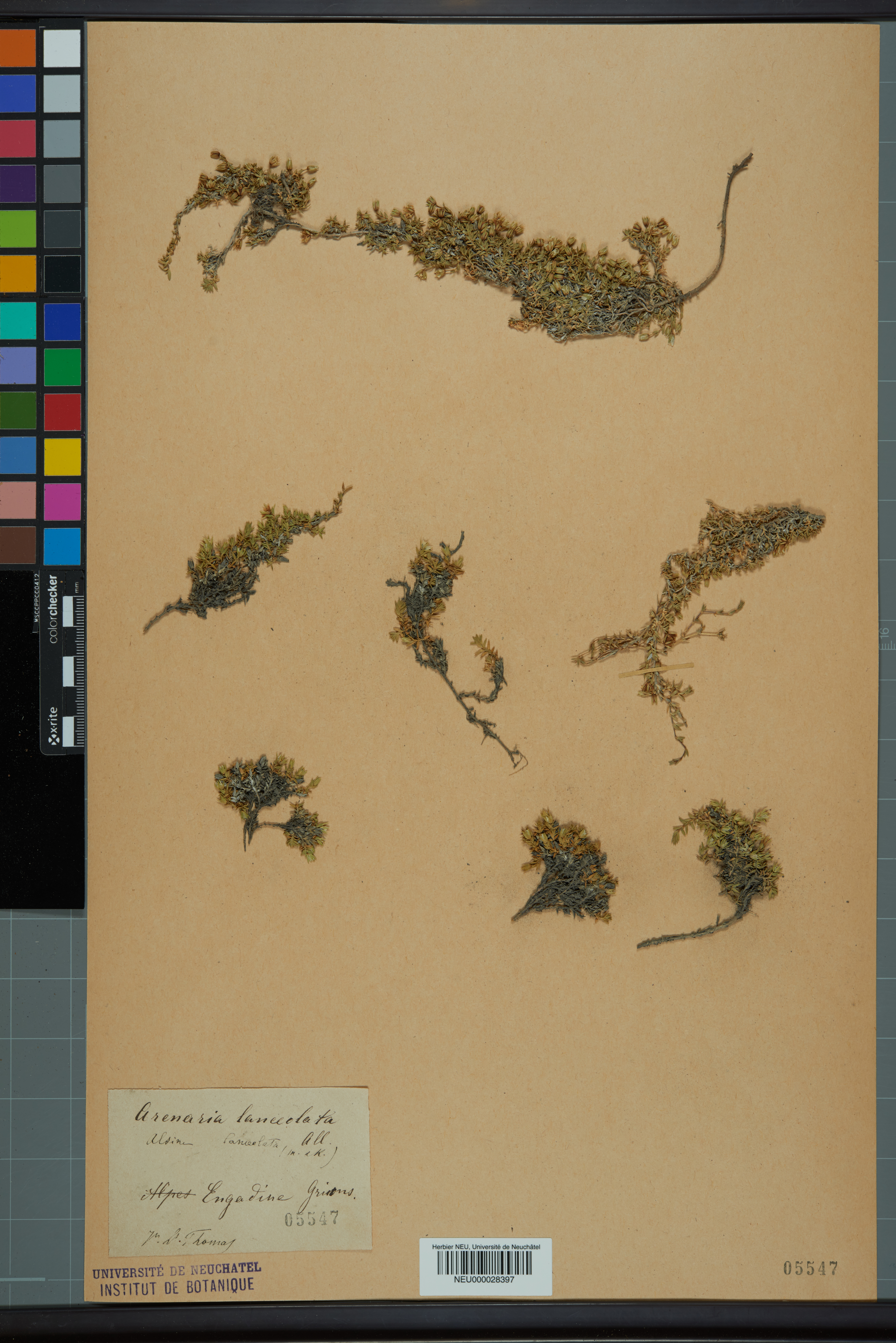
Herbarstücke

## Beschreibung
Die Felsen-Miere ist eine überwinternd grüne, lockerrasig kriechende, ausdauernde krautige Pflanze und erreicht Wuchshöhen von 4 bis 15 Zentimetern. Der Stängel ist an der Basis verholzt. Die zahlreichen Stängel sind ausgebreitet niederliegend, meist reich verzweigt und haben zahlreiche, kahle bis fein behaarte Süprosse, die unten abgestorbene, nach oben lebende Blätter tragen. Die gegenständig angeordneten Laubblätter sind 2 bis 5 mm lang, lanzettlich, spitz, oberseits flach und bewimpert. Sie sind am Grund kurzscheidig verbunden und unterseits vier- bis fünfnervig.
Die Blütezeit erstreckt sich von Juli bis August. Die Blüten sind einzeln, selten zu dreien endständig. Die zwittrigen Blüten sind radiärsymmetrisch und fünfzählig mit doppelter Blütenhülle. Die Kelchblätter sind den Laubblättern ähnlich, etwa 4 Millimeter lang und schmal hautrandig. Die fünf Kronblätter sind etwa so lang wie die langen Kelchblätter. Sie sind länglich bis länglich-eiförmig, kurz genagelt, haben 3 Adern und sind weiß. Es sind zwei Kreise mit je fünf Staubblättern vorhanden. Es sind drei Griffel vorhanden.
Als Frucht bildet sich eine Kapsel. Sie ist eiförmig, etwa so lang wie der Kelch und springt mit gestutzten, an der Spitze zurückgebogenen Klappen auf. Die Samen sind nierenförmig bis fast linsenförmig, etwa 1 Millimeter breit, braun, auf den Flächen feinwarzig und am Rand fransig-papillös.
Die Chromosomenzahl beträgt 2n = ca. 72.

## Ökologie
Die Felsen-Miere wird hinsichtlich ihrer Lebensform zu den Chamaephyten gezählt, da sich ihre Überdauerungsknospen wenige Zentimeter über der Erdoberfläche befinden. Sie wird von Insekten bestäubt. Typische Bestäuber sind Syrphiden, Bienen und Falter. Die Ausbreitung der Diasporen erfolgt über den Wind. Kriechtriebe stellen die vegetative Vermehrung sicher.
Die Felsen-Miere gehört zu den wenigen einheimischen Minuartia-Arten, die im Steingarten gut gedeihen.

## Vorkommen
Ihr Verbreitungsgebiet der Felsen-Miere in Mitteleuropa erstreckt sich von den Salzburger und Kärntner Alpen bis zu den Seealpen. Sie kommt vor in Frankreich, Italien, in der Schweiz in Deutschland, Österreich und Slowenien. Insgesamt ist sie selten und fehlt auch in größeren Gebieten. In Deutschland sind zerstreute Vorkommen im Allgäu belegt. In den Allgäuer Alpen steigt sie von 1750 Meter bis zu einer Höhenlage von 2455 Metern am Gipfel des Linkerskopfs in Bayern auf.
Die Felsen-Miere besiedelt trockene Felsspalten, seltener Felsschutt in sonnigen Lagen. Sie bevorzugt Höhenlagen zwischen 2000 und 3000 Metern. Sie gedeiht am besten auf kalk- und feinerdehaltigen, steinigen Untergrund, geht aber auch auf kalkarmen, ja kalkfreien Untergrund, wenn er sonst reich an mineralischen Nährstoffen ist. Sie ist eine Charakterart des Minuartietum rupestris aus dem Verband Potentillion caulescentis.

## Systematik
Die Erstveröffentlichung erfolgte 1771 unter dem Namen (Basionym) Stellaria rupestris durch Giovanni Antonio Scopoli in Flora Carniolica Exhibens Plantas Carniolae Indigenas et Distributas in Classes Naturales cum Differentiis Specificis, Synonymis Recentiorum, Locis Natalibus, Nominibus Incolarum, Observationibus Selectis, Viribus Medicis, 2. Auflage, 1, S. 317. Die Neukombination zu Minuartia rupestris (Scop.) Schinz & Thell. wurde 1907 durch Hans Schinz und Albert Thellung in Bulletin de l'Herbier Boissier, Series 2, 7, S. 403 veröffentlicht. Weitere Synonyme für Minuartia rupestris (Scop.) Schinz & Thell. sind Alsine lanceolata (All.) Mert. & W.D.J.Koch und Facchinia rupestris (Scop.) Dillenb. & Kadereit.
Von Minuartia rupestris gibt es zwei Unterarten:
- Minuartia rupestris (Scop.) Schinz & Thell. subsp. rupestris (Syn.: Alsine rupestris (Scop.) Fenzl, Minuartia lanceolata subsp. rupestris (Scop.) Mattf.): Sie ist in Gebirgen von Frankreich und Deutschland über die Schweiz und Österreich bis Italien und Slowenien verbreitet.[5] Sie ist in Deutschland extrem selten. Sie ist in Bayern nur von wenigen Fundorten in den Allgäuer Hochalpen und von zwei Fundorten in den Berchtesgadener Alpen bekannt.
- Minuartia rupestris subsp. clementei (Huter) Greuter & Burdet (Syn.: Alsine clementei Huter, Minuartia lanceolata subsp. clementei (Huter) Mattf., Alsine flaccida var. clementei (Huter) Fiori): Sie kommt in den Alpen nur in Frankreich und Italien vor.[5]